# Політика Албанії
Албанія — унітарна парламентська конституційна республіка, в якій президент Албанії є главою держави,а прем'єр-міністр Албанії — главою уряду в багатопартійній системі. Виконавчу владу здійснює уряд та прем'єр-міністр із своїм кабінетом. Законодавча влада належить парламенту Албанії. Судова влада не залежить від виконавчої та законодавчої влади. Політична система Албанії викладена в конституції 1998 року. Парламент прийняв чинну конституцію 28 листопада 1998 року. Через політичну нестабільність протягом своєї історії, країна мала багато конституцій. Албанія була утворена як монархія в 1913 році, у 1925 році вона стала республікою, а потім в 1928 році повернулася до демократичної монархії. Пізніше вона стала соціалістичною республікою до відновлення капіталізму та демократії в 1992 році.
Президент представляє єдність албанського народу в країні та за кордоном як глава держави,, а також є головнокомандувачем військами. Президент обирається шляхом таємного голосування та без обговорення Парламентом Албанії більшістю в три п'ятих всіх своїх членів, і в кожному випадку він обирається на 5 років. Президент забезпечує регулярну і скоординовану роботу та стабільність державної системи, захищає незалежність та територіальну цілісність Албанії та призначає прем'єр-міністрів на основі співвідношення сил у парламенті. Прем'єр-міністр призначається президентом після кожних парламентських виборів і повинен мати довіру парламенту, щоб залишатись на своїй посаді. Прем'єр-міністр обирається на основі загального виборчого права шляхом таємного голосування на чотирирічний термін. Конституція не встановлює обмежень щодо кількості строків для прем'єр-міністра. Де-факто прем'єр-міністр є найпотужнішою та найвпливовішою людиною в албанській політиці. Однак за відсутності прем'єр-міністра віце-прем'єр-міністр бере на себе такі функції, як головування уряду та ради міністрів Албанії.
Парламент є однопалатним законодавчим органом Албанії. Кількість представників — 140, які обираються всенародним голосуванням на чотирирічний термін. Найстарішими парламентськими документами що збереглись до наших днів є документами саме Албанського парламенту, мова йде про документи зборів 2 березня 1444 р., написані у Лежі під керівництвом Скендербега — лідера боротьби проти Османської імперії. З 1991 р., і впровадження плюралізму, в партійній системі домінують демократична та посткомуністична соціалістична партії. Парламентські вибори проводяться кожні чотири роки, останні відбулись у 2017 році.
Албанія є членом Організації Північноатлантичного договору,, а також офіційним кандидатом у члени Європейського Союзу.
The Economist Intelligence Unit у 2019 році описав Албанію як «гібридний режим» в якому існує «певна форма демократії».

## Виконавча влада

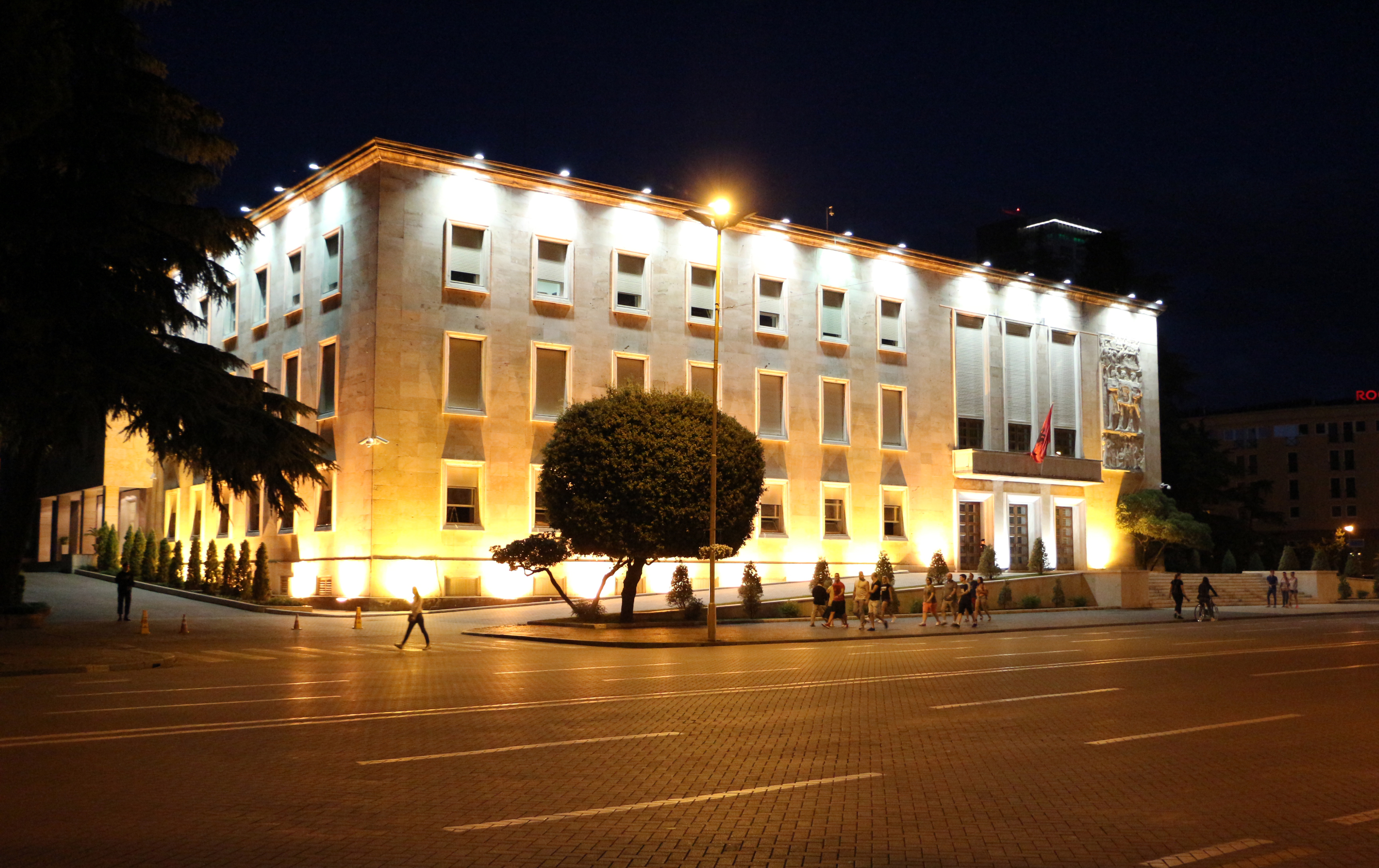
Будівля Криміністрії виконує функції офісу та резиденції прем'єр-міністра. Також тут знаходиться Тиранський офіс Ради міністрів.

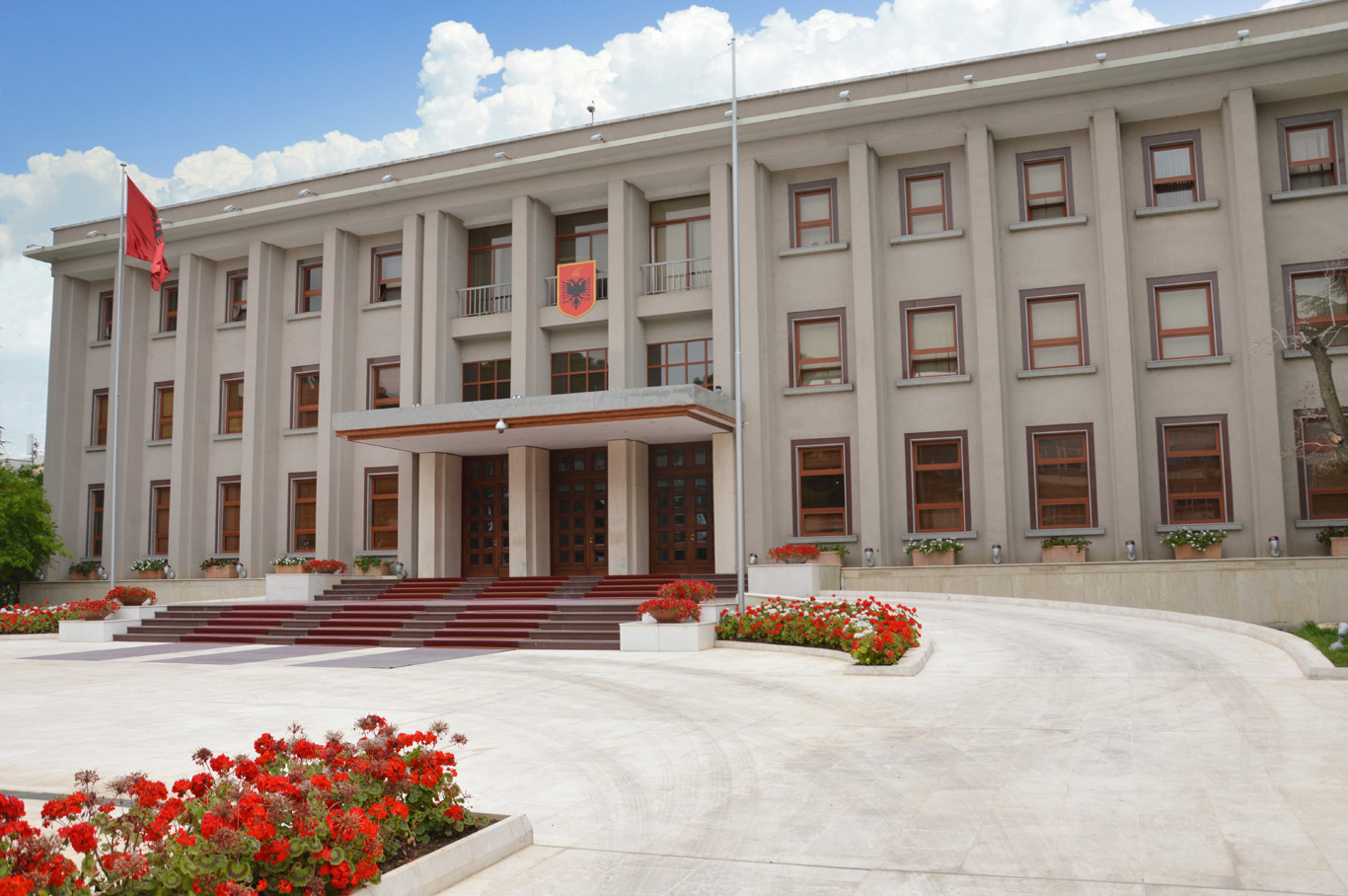
Адміністрація Президента, офіційне робоче місце Президента.

З моменту проголошення незалежності в 1912 р. Албанія пережила різні моделі управління, включаючи міжнародний протекторат, монархію, однопартійний режим та парламентську республіку. Протягом усього цього періоду функція глави держави здійснювалась у різних формах.
В наш час президент Албанії (Presidenti) є главою держави, головнокомандувачем військами та представником єдності албанського народу. Президент опосередковано обирається Парламентом на п'ятирічний термін таємним голосуванням, що вимагає більшості у три п'ятих голосів усіх членів. Президент має повноваження гарантувати дотримання Конституції та усіх законів, виконувати функції головнокомандувача збройних сил Албанії, виконувати обов'язки парламенту, коли парламент не засідає, і призначати прем'єр-міністра. Президент має повноваження оголосити війну, помилувати, укласти мирну угоду, союз та угоду про участь у міжнародній організації; на вимогу уряду для затвердження таких дій, угод чи договорів потрібна проста парламентська більшість.
Прем'єр-міністр Албанії (Kryeministri) є головою уряду. Згідно з Конституцією, прем'єр-міністр є найвищим міністром уряду у виконавчій владі в парламентській системі Албанії. Прем'єр-міністра призначає президент; міністри також призначаються Президентом на підставі рекомендацій Прем'єр-міністра. Рада міністрів відповідає за проведення як зовнішньої, так і внутрішньої політики. Вона спрямовує та контролює діяльність міністерств та інших державних органів. Віце-прем'єр-міністр Албанії (Zëvendëskryeministri) є заступником глави уряду. За відсутності прем'єр-міністра віце-прем'єр-міністр бере на себе такі функції, як головування в кабінеті та Раді міністрів.
| Посада               | Ім'я        | Партія                           | Починаючи з   |
| -------------------- | ----------- | -------------------------------- | ------------- |
| Президент            | Ілір Мета   | Соціалістичний рух за інтеграцію | 24 липня 2017 |
| Прем'єр-міністр      | Еді Рама    | Соціалістична партія Албанії     | Вересень 2013 |
| Віце-прем'єр-міністр | Ерйон Брасе | Соціалістична партія Албанії     | Вересень 2017 |

## Законодавча влада

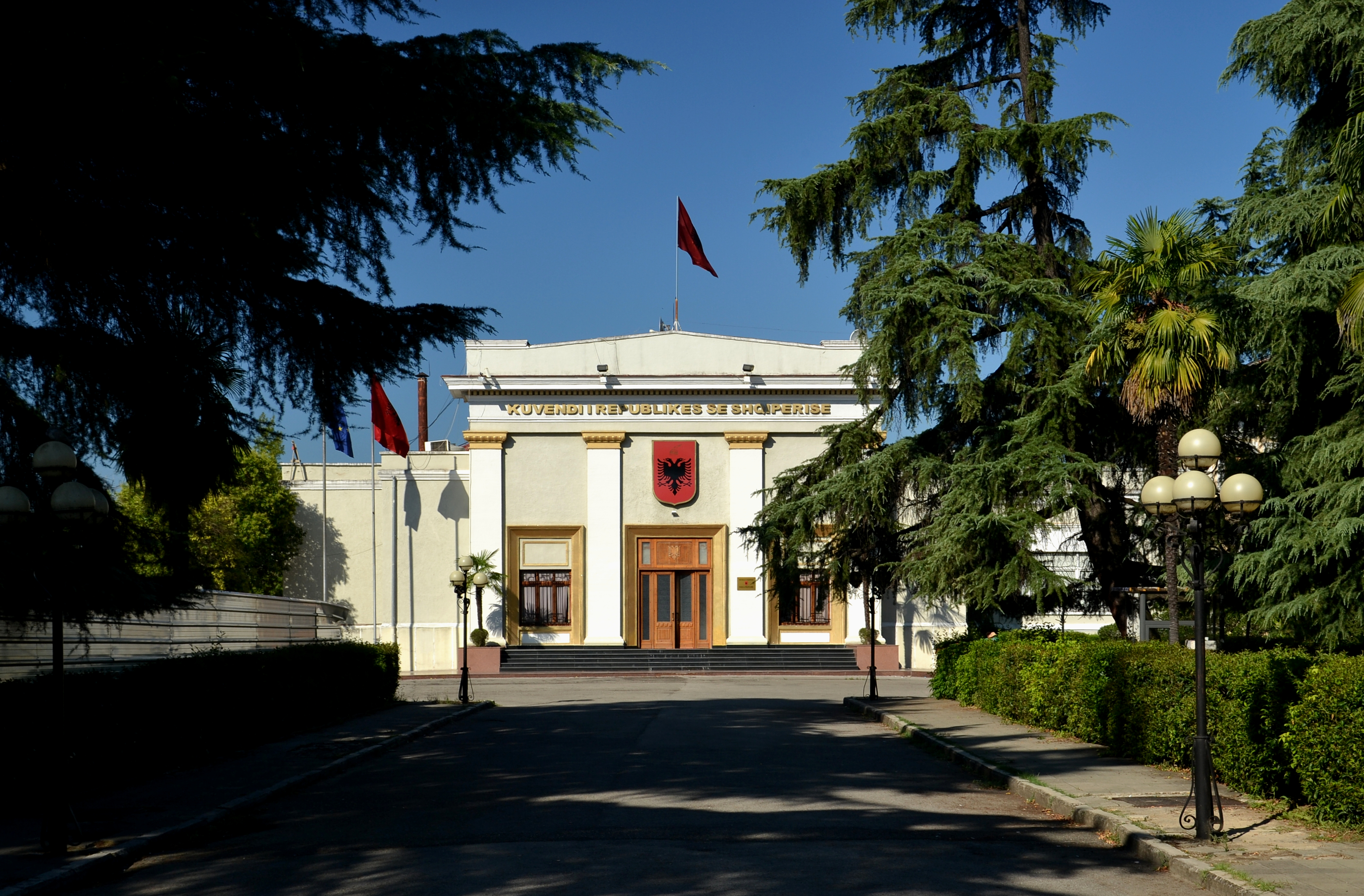
Кувенді є місцем зборів парламенту Албанії.

Парламент Албанії (Kuvendi i Shqipërisë) є однопалатним законодавчим органом. До його складу входить не менше 140 членів, обраних на чотирирічний термін на основі прямого, загального, періодичного та рівного виборчого права шляхом таємного голосування. Відповідно до статті 45 Конституції, яка гарантує виборче право, народ Албанії здійснює свою владу через своїх обраних представників у парламенті. Після того як Парламент обрано, перша сесія, спікером якої є президент, проводиться не пізніше за 20 днів після завершення виборів. Діє 15 постійних комітетів. Позачергові засідання можуть бути скликані Президентом, Головою Парламенту, Прем'єр-міністром або однією п'ятою членів. Рішення приймаються на основі більшості голосів, якщо присутні більше половини членів, за винятком випадків, коли Конституція передбачає спеціальну більшість. Як визначено чинним виборчим законодавством Албанії, 140 депутатів парламенту обираються в багатомандатних округах. У межах будь-якого виборчого округу партії повинні досягти межі в 3 відсотки голосів, а передвиборчі коаліції — 5 відсотків голосів. Усі закони, прийняті парламентом, публікуються в офіційному журналі уряду « Флеторія Зіртаре».
Голова парламенту (Kryetar i Kuvendit) є головуючим у парламенті і обирається членами парламенту. Офіційна функція — модерувати дебати, приймати рішення щодо процедури, оголошувати результати голосування, вирішувати, хто може виступати, окрім того він має повноваження карати членів, які порушують процедури. У випадку якщо Президент тимчасово відсутній або не здатний виконувати свої повноваження, Голова бере на себе його функції.

## Судова влада
Албанія дотримується цивільно-правової традиції, яка базується на французькій системі права. Вона має трирівневу незалежну судову систему, що регулюється конституцією та національним законодавством, прийнятим Парламентом. Судова влада Албанії поділяється на три основні установи; «Вищі суди», до складу яких входять Верховний суд (Gjykata e Lartë) та Конституційний суд (Gjykata Kushtetuese), «проміжні суди», такі як апеляційний суд (Gjykata e Apelit), апеляційний суд за тяжкі злочини (Gjykata e Apelit për Krimet e rënda), апеляційний адміністративного суду (Gjykata Administrative e Apelit), а також «суди першої інстанції», такі як окружні суди (Gjykata e Rrethit Gjyqësor) та суд першої інстанції у справах про тяжкі злочини (Gjykata e Shkallës së Parë për Krime të Rënda).
Верховний суд є найвищою апеляційною інстанцією в Албанії; його слухання є відкритими, а рішення приймаються публічно, за винятком випадків, коли конфіденційність обвинуваченого повинна бути захищена. До його складу входять сімнадцять суддів: голова Верховного суду та шістнадцять рядових членів Верховного суду. Судді обираються серед суддів які мають стаж понад 10 років, або видатних юристів які здійснювали свою діяльність більше 15 років. Члени обираються максимум на один строк що триває 9 років. Конституційний суд є остаточним авторитетом щодо тлумачення Конституції та відповідності законів Конституції.

## Вибори
Після краху комуністичного режиму в країні перші багатопартійні вибори відбулися в 1991 році. Конституція Албанії 1998 р . гарантує право голосу без обмежень за статтю, расою, соціальним статусом, рівнем освіти чи багатством. Право голосу має кожен громадянин Албанії який досяг 18 років. Чергові вибори відбуваються на посаду Президента, склад парламенту, посади префектів повітів, склад зборів округів, посади міських та муніципальних голів та склад міських та муніципальних рад.
Президент обирається шляхом таємного голосування та без обговорення парламентом більшістю у три п'ятих більшості всіх своїх членів строком на 5 років. Конституція встановлює обмеження у два терміни перебування на посаді. Парламент обирається на чотирирічний термін у дванадцяти багатомандатних округах, аналогічних 12 округам, із поправками для досягнення рівної кількості виборців у кожному окрузі до 3 %. В межах округів депутати обираються за пропорційною виборчою системою із закритим списком, з виборчим порогом 3 % для партій та 5 % для союзів. Місця виділялися союзам згідно методу д'Ондта, а потім політичним партіям за методом Сент-Лагю.
Префекти округів та міські та муніципальні мери обираються на чотирирічний термін більшістю голосів, поданих у відповідних підрозділах місцевого самоврядування. Вибори до другого туру проводяться якщо жоден кандидат не набрав більшості в першому турі голосування. Члени повітових, міських та муніципальних рад також обираються на чотирирічні строки шляхом пропорційної системи.

## Партії
Албанія має багатопартійну систему в якій партіям дуже рідко випадає нагода отримати одноосібну владу, тож партії повинні співпрацювати для формування коаліційних урядів. Дві основні партії — Соціалістична партія Албанії (PS) і Демократична партія Албанії (PD). Албанія також має ряд другорядних партій. Нижче наводиться список політичних партій що були представлені на національному рівні в парламенті після парламентських виборів у 2013 році.
| Назва                                                                                 | Скорочено | Ідеологія                                                                                                  | Керівник         | Мандати |
| ------------------------------------------------------------------------------------- | --------- | --- | ---------------- | ------- |
| Соціалістична партія Албанії Partia Socialiste e Shqipërisë                           | PS        | Лівоцентризм, соціал-демократія, третій шлях, прогресивізм, про-західна, модернізм, соціальний лібералізм  | Еді Рама         | 74      |
| Демократична партія Албанії Partia Demokratike e Shqipërisë                           | PD        | Правоцентризм, ліберальний консерватизм, консерватизм, націоналізм, проєвропейство, економічний лібералізм | Лулзім Баша      | 43      |
| Соціалістичний рух за інтеграцію Lëvizja Socialiste për Intigrim                      | LSI       | Лівоцентризм, соціал-демократія, прогресивізм                                                              | Моніка Криемадхі | 19      |
| Партія справедливості, інтеграції та єдності Partia për Drejtësi, Integrim dhe Unitet | PDIU      | Праві, націоналізм, етнічний націоналізм, чамське питання                                                  | Шпетим Ідрізі    | 3       |
| Соціал-демократична партія Албанії Partia Socialdemokrate e Shqipërisë                | PSD       | Соціал-демократія, лівоцентризм                                                                            | Скендер Джинуші  | 1       |

## Міжнародні відносини

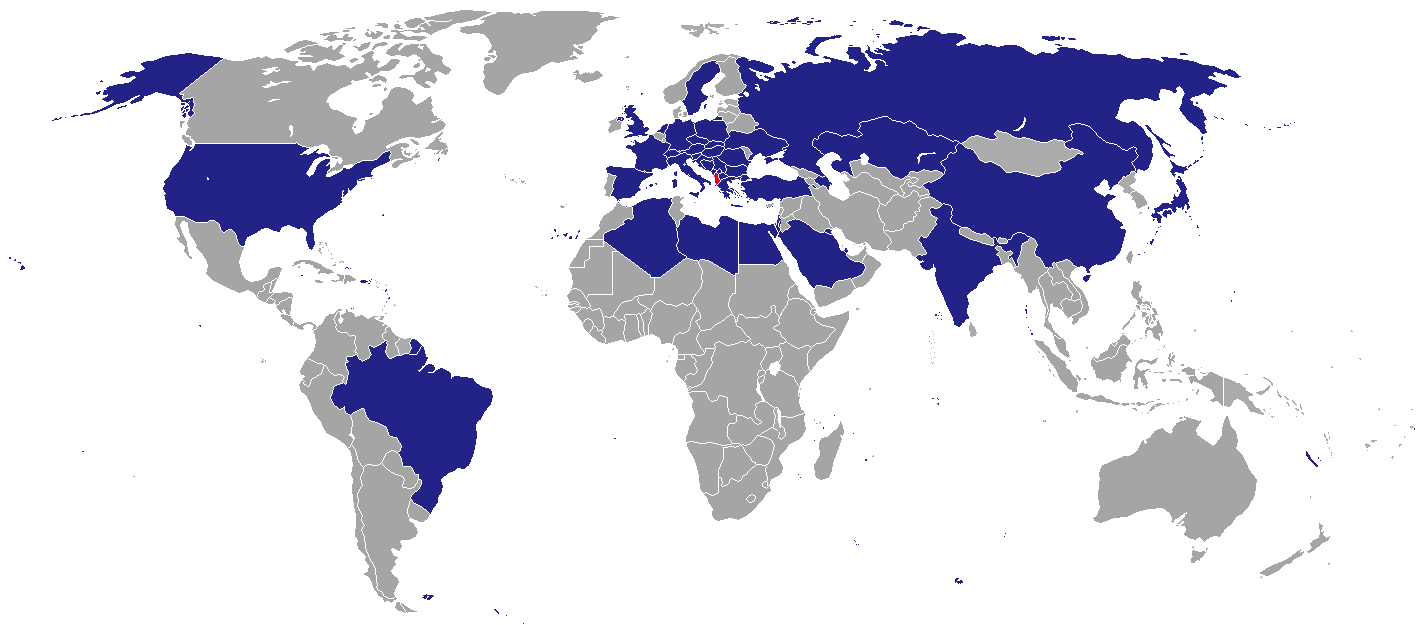
Країни в яких є дипломатичні представництва Албанії.

Зовнішня політика здійснюється через Міністерство закордонних справ у Тирані. Албанія підтримує мережу з 50 дипломатичних представництв за кордоном і підтримує відносини з понад 115 країнами. Вона є членом Організації Північноатлантичного договору (НАТО), ООН, Ради Європи, Міжнародного валютного фонду (МВФ), Світового банку та ряду інших. Громадяни країни мають безвіз або мають отримати візу з прибуттям до 98 країн та територій, албанський паспорт знаходиться на 55-му місці за рівнем свободи подорожей згідно з індексом візових обмежень Хенлі. Албанія підтримує міцні дипломатичні відносини з такими країнами, як США, Італія, Бразилія, Греція, Австрія, Хорватія, Китай, Німеччина, Португалія, Велика Британія, Туреччина, Кувейт та Швейцарія.
З часу падіння комунізму в 1990 році країна розширила свої роль та становище у європейських та міжнародних справах, підтримуючи та встановлюючи дружні стосунки з іншими країнами. Основними цілями міжнародної політики Албанії є приєднання Албанії до Європейського Союзу, міжнародне визнання Косово, визнання факту вислання албанців із Чаму, допомога та захист прав албанців у Чорногорії, Македонії, Греції, південній Сербії, Італії та албанської діаспори.
Крім того, країна стала однією з перших східноєвропейських країн, які приєдналися до Організації Північноатлантичного договору. Політики Албанії вважали вступ до НАТО головним пріоритетом для країни. З 1992 року вона активно взаємодіє з НАТО і зберігає свою позицію як фактор стабільності та сильний союзник США та Європейського Союзу в неспокійному та розділеному Балканському регіоні. На саміті в Бухаресті у квітні 2008 року НАТО погодилося на приєднання Албанії та Хорватії. Через рік у квітні 2009 року обидві країни приєдналися до альянсу. Країна отримала статус кандидата у члени Європейського Союзу в 2014 році на підставі заяви 2009 року. Сьогодні Албанія відіграє центральну роль у переговорах в рамках Берлінського процесу.

## Адміністративний поділ

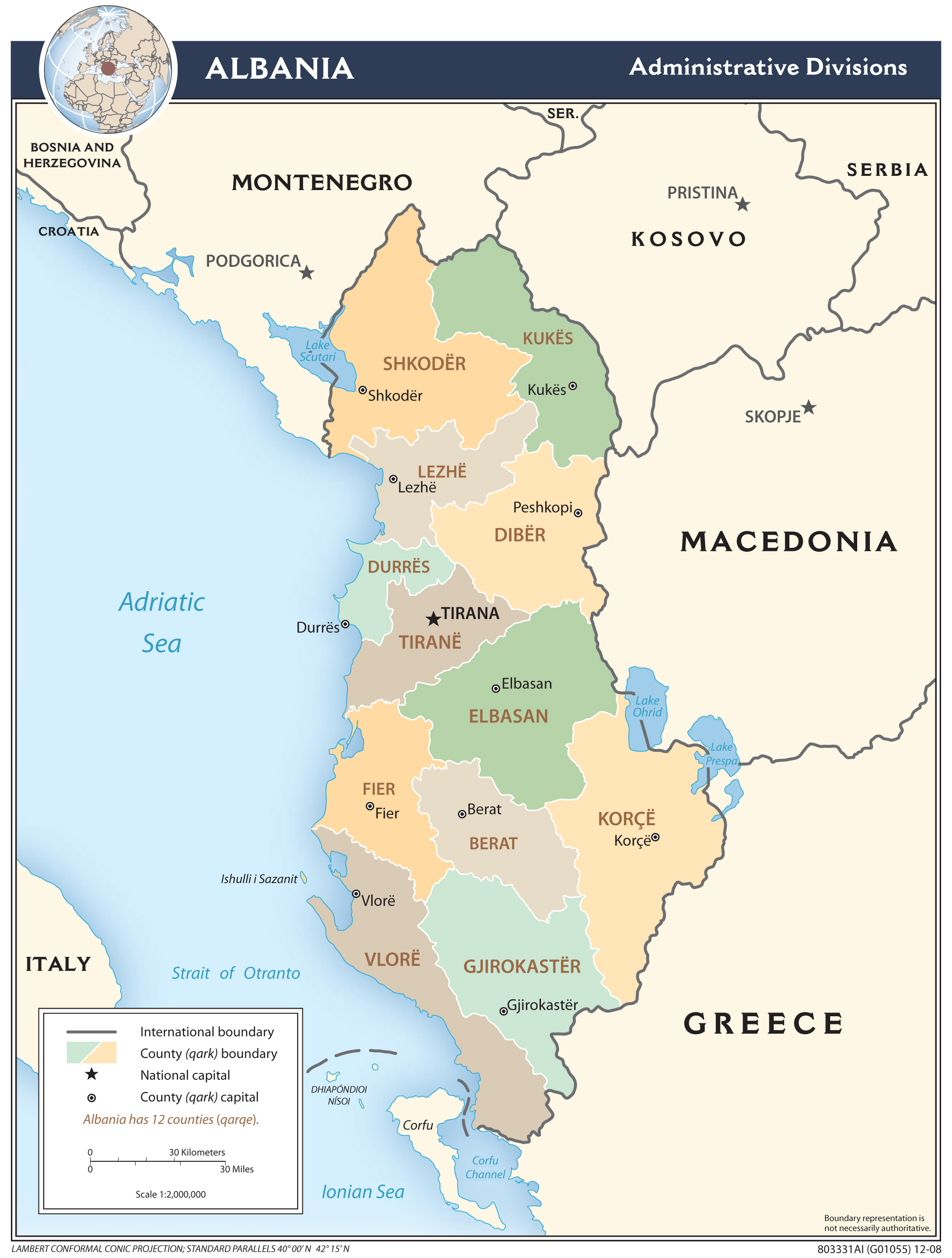
Адміністративний поділ Албанії

Займаючи площу 28 747 квадратних кілометрів Албанія розділена на дванадцять адміністративних округів (Qarqe). Округи поділяються на 61 муніципалітет (Bashkia). Крім того, округи були додатково поділені на 36 районів (Rrethe) втім їх було скасовано у 2000 р.
Округи були створені 31 липня 2000 року замість тридцяти шести колишніх районів. Уряд запровадив новий адміністративний поділ у 2015 році, згідно з яким кількість муніципалітетів скоротились до 6, тоді як сільські муніципалітети (Komuna) було скасовано. Колишні муніципалітети стали мікрорайонами або селами (Lagje або Fshat). В країні знаходяться 2980 сіл та громад, раніше відомих як (lokalitete). Муніципалітети — це перший рівень місцевого самоврядування відповідальний за місцеві потреби та правоохоронну діяльність. В рамках реформи великі міські центри в країні були фізично переплановані, а фасади пофарбовані щоб надати їм більш середземноморського вигляду.
| Повіт | Повіт                                   | Капітал    | Населення | Площа |
| ----- | --------------------------------------- | ---------- | --------- | ----- |
| 1     | Шкодерський повіт (Qarku i Shkodrës)    | Шкодер     | 215,483   | 3,562 |
| 2     | Кукеський повіт (Qarku i Kukësit)       | Кукес      | 84,035    | 2,374 |
| 3     | Лезький повіт (Qarku i Lezhës)          | Лежа       | 135,613   | 1,620 |
| 4     | Округ Дібер (Qarku i Dibrës)            | Пешкопія   | 134,153   | 2,586 |
| 5     | Округ Дуррес (Qarku i Durrësit)         | Дуррес     | 278,775   | 766   |
| 6     | Повіт Тирани (Qarku i Tiranës)          | Тирана     | 811,649   | 1,652 |
| 7     | Повіт Ельбасан (Qarku i Elbasanit)      | Ельбасан   | 298,913   | 3,199 |
| 8     | Округ Фієрі (Qarku i Fierit)            | Фієрі      | 312,448   | 1,890 |
| 9     | Повіт Берат (Qarku i Beratit)           | Берат      | 139,815   | 1,798 |
| 10    | Повіт Гірокастра (Qarku i Gjirokastrës) | Гірокастра | 70,331    | 2,884 |
| 11    | Влорський повіт (Qarku i Vlorës)        | Вльора     | 183,105   | 2,706 |
| 12    | Корчський повіт (Qarku i Korçës)        | Корча      | 221,706   | 3,711 |